# Arikara
L'arikara és una de les llengües caddo parlada pels arikares, que residien principalment a la reserva índia de Fort Berthold a Dakota del Nord. L'arikara és molt relacionat amb el paawnee, però no són mútuament intel·ligibles.
L'arikara és parlat actualment a Dakota del Nord per uns pocs ancians. Un dels últims parlants fluents, Maude Starr, va morir el 20 de gener de 2010. Va ser professora d'idiomes certificada que van participar en els programes d'educació de llengua arikara. Els esforços de revitalització lingüística continuaren i en 2014 els parlants se centren a White Shield, Dakota del Nord. La llengua és ensenyada al Fort Berthold Community College, al White Shield School, i a l'Arikara Cultural Center.
L'arikara està àmpliament documentat, amb diversos volums de text interlineal d'històries Arikara, un text introductori per a aprenents, i estudis lingüístic. Des de 2014 hi ha disponibles aplicacions en arikara per a iPhone i iPad.

## Fonologia

### Consonants
|           | Bilabial | Dental | Palatal | Velar | Glotal |
| --------- | -------- | ------ | ------- | ----- | ------ |
| Oclusiva  | p p      | t t    |         | k k   | ʾ ʔ    |
| Fricativa |          | s s    | š ʃ     | x x   | h h    |
| Africada  |          |        | č ʧ     |       |        |
| Líquida   |          | r r    |         |       |        |
| Nasal     | n n      |        |         |       |        |
| Semivocal | w w      |        |         |       |        |